# Mimosybra flavomaculata
Mimosybra flavomaculata là một loài bọ cánh cứng trong họ Cerambycidae.